# Reggie Lee (actor)
Reggie Valdez (Quezon City, 4 de octubre de 1975), conocido artísticamente como Reggie Lee, es un actor filipino-estadounidense. Ha interpretado los papeles de William Kim en la serie Prison Break, Tai Huang en Piratas del Caribe: en el fin del mundo, el oficial de policía Ross en The Dark Knight Rises, Lance Nguyen en The Fast and the Furious y el sargento Wu en la serie Grimm.

## Filmografía

### Actor
| Año  | Título                                      | Papel                           | Notas                                |
| ---- | ------------------------------------------- | ------------------------------- | ------------------------------------ |
| 1999 | The Big Blind                               |                                 |                                      |
| 2000 | Southstreet Lullaby                         | Mahler Greeter                  |                                      |
| 2000 | Psycho Beach Party                          | Bailarín                        |                                      |
| 2000 | Drift                                       | Ryan                            | como R.T. Lee                        |
| 2001 | XCU: Extreme Close Up                       | Nuey Phan                       |                                      |
| 2001 | The Fast and the Furious                    | Lance Nguyen                    |                                      |
| 2001 | The Parlor                                  | Slappy Sue                      |                                      |
| 2002 | Black Hole                                  | Justin                          |                                      |
| 2002 | Reality School                              | Estudiante                      |                                      |
| 2002 | The First $20 Million Is Always the Hardest | Suit                            |                                      |
| 2003 | Masked and Anonymous                        | Hombre armado                   |                                      |
| 2003 | Net Games                                   | Laurence                        |                                      |
| 2004 | Frankenfish                                 | Anton                           |                                      |
| 2005 | Amateur                                     | Ron Harper                      |                                      |
| 2006 | Dimples                                     | Dr. Ross Hammer                 |                                      |
| 2006 | Pirates of the Caribbean: Dead Man's Chest  | Hadras                          |                                      |
| 2007 | Piratas del Caribe: en el fin del mundo     | Tai Huang                       |                                      |
| 2008 | I Am Somebody: No Chance in Hell            | Sing                            | (título original: Chinaman's Chance) |
| 2008 | Tropic Thunder                              | Byong                           |                                      |
| 2009 | Arrástrame al infierno                      | Stu Rubin                       |                                      |
| 2009 | Star Trek                                   | Administrador de Kobayashi Maru |                                      |
| 2010 | Life as We Know It                          | Alan Burke                      |                                      |
| 2011 | Crazy, Stupid, Love                         | Agente Huang                    |                                      |
| 2012 | Safe                                        | Quan Chang                      |                                      |
| 2012 | Here Comes the Boom                         | Sr. De La Cruz                  |                                      |
| 2012 | The Dark Knight Rises                       | Ross                            |                                      |

| Año          | Título                       | Papel                                                | Notas                            |
| ------------ | ---------------------------- | ---------------------------------------------------- | -------------------------------- |
| 1996         | Diagnosis: Murder            | Kim Ho                                               | 1 Episodio                       |
| 1997         | Dangerous Minds              | Estudiante                                           | 1 Episodio                       |
| 1997         | Moloney                      | Ramón                                                | 1 Episodio                       |
| 1997         | The Journey of Allen Strange | Zero                                                 |                                  |
| 1998         | Babylon 5                    | Chen Hikaru                                          | 1 Episodio                       |
| 1998         | The Wayans Bros.             | Periodista #2                                        | 1 Episodio                       |
| 1998         | ER                           | Christian                                            | 1 Episodio                       |
| 1998         | Sister, Sister               | Lawson Hicks                                         | 1 Episodio                       |
| 1998         | Hyperion Bay                 | Lives-on-Pizza                                       | 1 Episodio                       |
| 1998         | Mad About You                | Asistente de Gardner                                 | 1 Episodio                       |
| 1998         | Seven Days                   | Duncan                                               | 1 Episodio                       |
| 1999         | Beverly Hills, 90210         | Richard                                              | 1 Episodio                       |
| 1999         | Two of a Kind                | Mozo                                                 | 1 Episodio                       |
| 1999         | Sons of Thunder              | Hombre malo                                          | 1 Episodio                       |
| 2000         | Walker, Texas Ranger         | Chan                                                 | 1 Episodio                       |
| 2000         | Chicago Hope                 | Sam                                                  | 1 Episodio                       |
| 2001         | The Ellen Show               | Kwan                                                 | 1 Episodio                       |
| 2001         | Judging Amy                  | Dr. Oliver Lee                                       | 2 Episodios                      |
| 2001         | Philly                       | Brian Chin                                           | 2 Episodios                      |
| 2001         | The Division                 | Oficial Jim Chang                                    | 4 Episodios                      |
| 2002         | Strong Medicine              | Dr. Nakashima                                        | 1 Episodio                       |
| 2003         | Luis                         | Zhing Zhang                                          |                                  |
| 2005         | Blind Justice                | Don Yun                                              | 1 Episodio                       |
| 2006         | Night Stalker                | Stanley Kim                                          | 1 Episodio                       |
| 2006         | Prison Break                 | Agente William 'Bill' Kim                            | 15 Episodios                     |
| 2008         | NCIS                         | Jonathan Chow                                        | 1 Episodio                       |
| 2010         | No Ordinary Family           | Dr. Francis Chiles                                   |                                  |
| 2010         | Persons Unknown              | Tom                                                  | 7 Episodios                      |
| 2010-2013    | American Dad!                | Padre de Toshi (Voz 2010), Hideki Yoshida (Voz 2013) | 2 Episodios                      |
| 2011         | White Collar                 | Embajador Kyi                                        | Episodio "What Happens in Burma" |
| 2011-2017    | Grimm                        | Sgt. Drew Wu                                         | Elenco permanente                |
| 2016-present | Prison Break                 | Agent. Bill Kim                                      | Elenco permanente                |